# Hyères

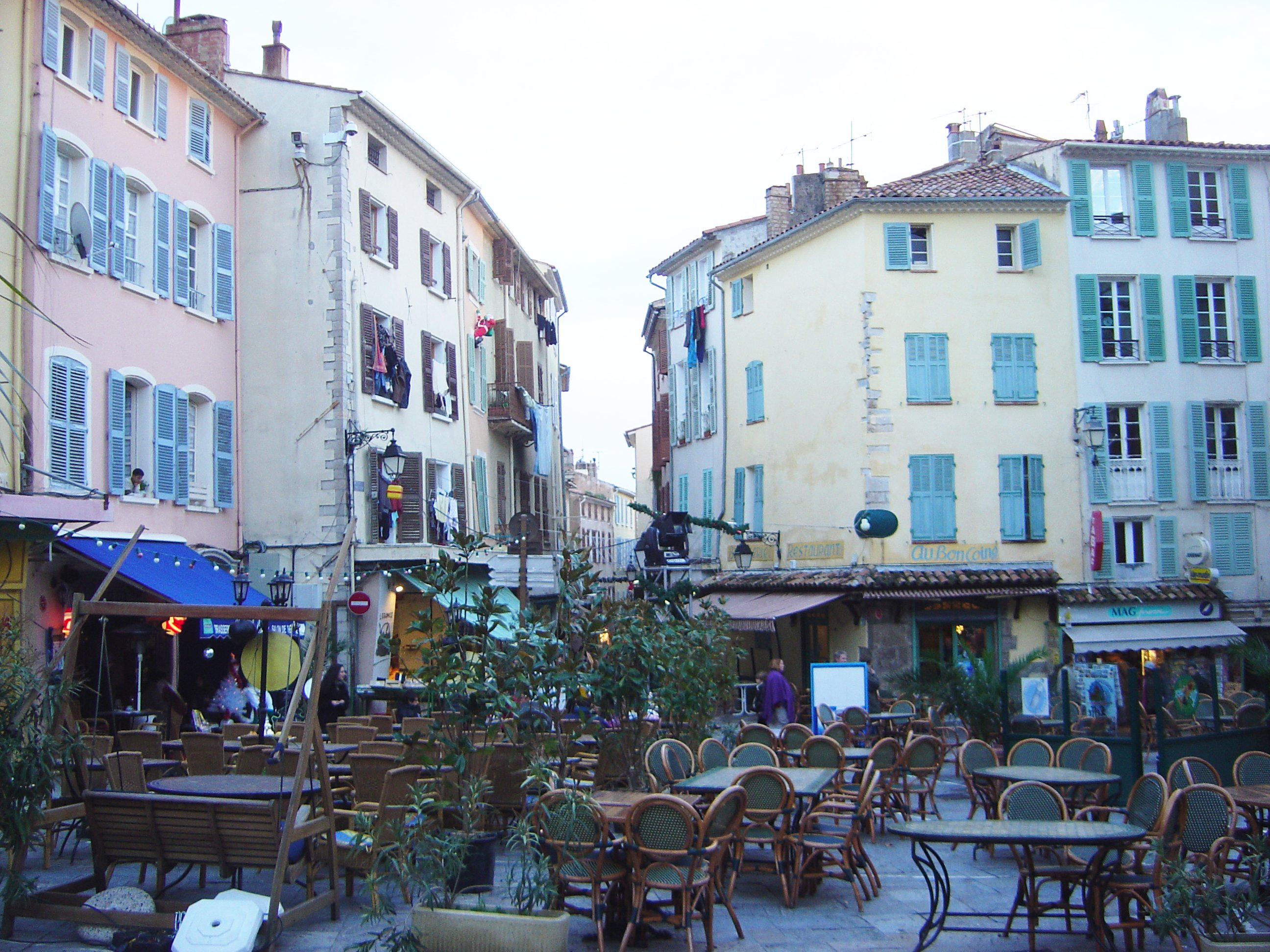
Torg i Hyères

Hyères (occitanska: Ieras) är en kommun i departementet Var i regionen Provence-Alpes-Côte d'Azur i sydöstra Frankrike. Kommunen tillhör 3 kantoner varav den är chef-lieu för 2 som tillhör arrondissementet Toulon. År 2022 hade Hyères 55 384 invånare.

## Befolkningsutveckling
Antalet invånare i kommunen Hyères
| Referens: INSEE |